# Шарль-Филипп Орлеанский (герцог Анжуйский)
Принц Шарль-Филипп Мари Луи Орлеанский (род. 3 марта 1973 года в Париже) — французский аристократ из Орлеанского дома, герцог Анжуйский (с 8 декабря 2004 года).

## Биография
Родился в Париже. Старший сын принца Мишеля Орлеанского (род. 25 июня 1941), графа д’Эвре, и Беатрис Паскье де Франкло (род. 24 октября 1941), дочери Бруно де Паскье де Франкло, графа де Паскье и Франкло. Внук Генриха Орлеанского, графа Парижского, которого приверженцы Орлеанского дома признавали королём Франции и Наварры Генрихом VI. Шарль-Филипп носил титулы «Внук Франции» с обращением «Его Королевское Величество».
Учился во французском лицее в Мадриде. Затем отправился во Францию, где учился в колледже Жюйи и лицее Карла Великого в Париже. Затем учился в Страсбургском университете, где получил степень бакалавра в области компьютерной информатики.
Был членом миссии ООН в Руанде (1994), Боснии и Герцеговины, Македонии, Косово, Восточном Тиморе и Кот-д’Ивуаре.
8 декабря 2004 года Шарль-Филипп получил титул герцога Анжуйского от своего дяди Генриха Орлеанского, графа Парижского (известен среди орлеанистов как король Генрих VII; глава королевского дома Франции). Присвоение этого титула вызвало некоторые споры, поскольку его уже использовал (и продолжает использовать) также Луи-Альфонсо де Бурбон (род. 1974), который признается главой Французского Королевского Дома легитимистами, считающими отречение Филиппа V Испанского от прав на наследование французского престола недействительным (как король де-юре, Луи-Альфонсо де Бурбон носит тронное имя Людовик XX).

## Орден Святого Лазаря
В 2004 году принц Шарль-Филипп Орлеанский был избран великим магистром филиала Ордена Святого Лазаря Иерусалимского. Этот орден был создан во время крестовых походов и с XIII века (с правления короля Филиппа III Смелого) до XVIII в. находился под покровительством королей Франции. Существовало два филиала ордена — Мальтийский и Парижский. Когда в 2004 году дело дошло до объединения этих двух структур, часть членов Парижского филиала не признало это соглашение и создала отдельный филиал ордена Святого Лазаря под протекторатом принца Генриха VII Орлеанского, графа Парижского. Избрание принца Анжуйского вызвало много споров в разделенном ордене. Его противники создали параллельную структуру Ордена Святого Лазаря.
Шарль-Филипп учредил фонд Святого Лазаря, финансируемый Мировым сообществом, который занимается проблемой спроса на питьевую воду в будущем. В марте 2010 года по личным причинам принц ушел в отставку с должности великого магистра, но продолжил своё участие в его деятельности в качестве великого приора Франции и председателя орденского совета.
В 2006 году принц Анжуйский выступал на телевизионной программе канала TF1 «Je suis une célébrité, sortez-moi de la». 9 ноября того же года Шарль-Филипп и еще три человека были временно задержаны полицией по обвинению в клевете и подделке документов. Но уже на следующий день они были отпущены, в тот же день принц пришел на церемонию Суверенного Военного Ордена Госпитальеров Св. Иоанна Иерусалимского Родоса и Мальты вместе с герцогом де Браганса.

## Политика
В 2012 году принц Шарль-Филипп Орлеанский выступил как независимый кандидат на парламентских выборах во Франции. Баллотировался по пятом избирательному округу для жителей Франции за рубежом. Округ охватывал Испанию, Португалию, Андорру и Монако. В качестве кандидата в депутаты он описал себя как «сильно привязанного к Франции республиканского правления» и добавлял, что в дальнейшем он может присоединиться к правоцентристской партии. На выборах принц получил седьмое место, набрав 3,05 % голосов. (В пределах избирательного округа он занял четвертое место в Португалии, стране своего проживания, набрав 7,37 %, и четвертое место в Монако с 5,33 %).

## Семья
21 июня 2008 года принц Шарль-Филипп Орлеанский, герцог Анжуйский, женился на Донне Диане Мариане Витории Альвареш Перейра де Мелу (род. 25 июля 1978), 11-й герцогине Кадавал (с 2001), старшей дочери Жайме III Алвареша Перейра де Мелу, герцога Кадавал, от второго брака с Клодин Маргаритой Марианой Триц. Церемония бракосочетания состоялась в кафедральном соборе Эворы в Португалии. Невесту к алтарю вел её крестный отец — герцог де Браганса. Церковной церемонией руководил бывший архиепископ Эворы Маурилиу Жоржи Кинтал де Говея. Свидетелями на свадьбе были принц Жан Орлеанский, герцог де Вандом (кузен жениха), Франсуа Орлеанский (младший брат жениха), Изабел, герцогиня Браганса, и Алешандра де Кадавал (младшая сестра невесты).
22 февраля 2012 года в Лиссабоне у супругов родилась дочь принцесса Изабелла Орлеанская. Она была названа в честь своей прабабушки — Изабеллы Орлеанской-Браганса. Крестными родителями Изабеллы были принцесса Дора фон Лёвенштейн и принц Астурийский Филипп де Бурбон, будущий король Испании.

## Титулы и стили
- 3 марта 1973 — 8 декабря 2004 — Его Королевское Высочество Принц Шарль-Филипп Луи Мари Орлеанский и Паскье де Франкло, Внук Франции
- 8 декабря 2004 — 21 июня 2008 — Его Королевское Высочество Принц Шарль-Филипп Луи Мари Орлеанский и Паскье де Франкло, Герцог Анжуйский, Внук Франции
- 21 июня 2008 — настоящее время — Его Королевское Высочество Принц Шарль-Филипп Луи Мари Орлеанский и Паскье де Франкло де Альвареш Перейра де Мелу, Герцог Анжуйский, Герцог-Консорт Кадаваль, Внук Франции

Его краткий титул — Его Королевское Высочество герцог Анжуйский и Кадаваль.